# Ala-Lylyjärvi
Ala-Lylyjärvi är en sjö i kommunen Juupajoki i landskapet Birkaland i Finland. Sjön ligger 122,2 meter över havet. Arean är 77 hektar och strandlinjen är 5,41 kilometer lång. Sjön  ingår i Kumo älvs huvudavrinningsområde.   Den ligger omkring 56 km nordöst om Tammerfors och omkring 190 km norr om Helsingfors. 